# Erasmus para Jóvenes Emprendedores
Erasmus para Jóvenes Emprendedores es un programa de movilidad europea, dirigido a emprendedores. Fue creado por la Unión Europea en el año 2009.
El programa ofrece a los nuevos emprendedores y a las personas que deseen montar un negocio la oportunidad de aprender de empresarios experimentados. Estos empresarios dirigen pequeñas y medianas empresas (PYME) en uno de los 28 países de la Unión Europea o en otro que forme parte del programa COSME (Programa para la Competitividad de las Empresas y para las Pequeñas y Medianas Empresas). 
El programa ‘Erasmus para Jóvenes Emprendedores’ ayuda a los emprendedores a adquirir las habilidades necesarias para dirigir una PYME.
La estancia puede durar entre uno y seis meses. La Unión Europea presta apoyo financiero a los nuevos emprendedores para las estancias en otros países. 
El programa se gestiona por medio de organizaciones intermediarias, que se encargan de la organización de las estancias. Sus actividades están coordinadas a nivel europeo por la Oficina de Apoyo del programa (Eurochambres).

## Objetivos del programa
Se trata de potenciar el espíritu empresarial, ayudar a los jóvenes europeos a afrontar las dificultades que se presentan cuando se crea y se desarrolla una empresa. También ayuda a fomentar la cooperación y la movilidad entre empresarios europeos, pasando periodos en empresas ya consolidadas en otros países.

## Resumen de ‘Erasmus para jóvenes emprendedores’
- Ofrece a los nuevos emprendedores la oportunidad de aprender de un emprendedor experimentado, quien ya tiene una PYME en otro país.[6]
- Facilita el intercambio entre los nuevos emprendedores y los emprendedores experimentados.
- Facilita el acceso a nuevos mercados y la búsqueda de socios potenciales.
- Mejora la interconexión entre los emprendedores y las PYME.
- Permite a los emprendedores experimentados desarrollar relaciones comerciales y descubrir más sobre las oportunidades en otros países miembros de la Unión Europea.

En el año 2007, el Parlamento Europeo introdujo una nueva línea presupuestaria nombrada ‘Erasmus para jóvenes emprendedores’. La Comisión Europea empezó a desarrollar el proyecto piloto con el objetivo de apoyar periodos de movilidad para los nuevos emprendedores y con la intención de mejorar sus habilidades y fomentar el intercambio de conocimientos y experiencia entre los emprendedores. 
‘Erasmus para jóvenes emprendedores’ forma parte del ‘Small Business Act for Europe’ que considera esta iniciativa una contribución importante para crear un ambiente en el cual emprendedores y negocios familiares puedan prosperar. Esta iniciativa empresarial es parte del COSME (2014-2020) ‘Programme for Competitiveness of Enterprises and Small and Medium-sized Enterprises’ (SMEs).
‘Erasmus para jóvenes emprendedores’ es muy similar al programa de Erasmus para estudiantes, porque también es un programa para un grupo con un objetivo específico. 
No obstante, existen también unas diferencias: mientras el programa actual de Erasmus para universitarios quiere fomentar la relación entre los estudiantes y las universidades, ‘Erasmus para jóvenes emprendedores’ se centra más en la relación entre un negocio y otro. 